# Scedopla regalis
Scedopla regalis är en fjärilsart som beskrevs av Butler 1878. Scedopla regalis ingår i släktet Scedopla och familjen nattflyn. Inga underarter finns listade.